# El otro (película de 2007)
El Otro es una película de drama argentina de 2007 escrita y dirigida por Ariel Rotter y protagonizada por Julio Chávez.
La película se presentó por primera vez en la sección oficial de la 54.ª edición del Festival de Berlín, donde Julio Chávez ganó el Oso de Plata al Mejor Actor.

## Reparto
- Julio Chávez como Juan Desouza.
- María Onetto como Recepcionista de Hotel.
- María Ucedo como Mujer de Entre Ríos.
- Inés Molina como Claudia.
- Arturo Goetz como Escribano.
- Osvaldo Bonet como Padre de Juan.

## Sinopsis
Juan Desouza, abogado de más de 40 años, está felizmente casado y espera un hijo. Durante un viaje de negocios de un día, descubre que la persona sentada al lado suyo en el colectivo de regreso ha muerto. Entonces, decide asumir la identidad del fallecido y se inventa una nueva profesión. Al ir a la ciudad donde el hombre vivía, halla un lugar donde quedarse y contempla la posibilidad de no volver, pensando que la vida que decidió vivir no es la única alternativa.

## Premios
| Festival                                 | Categoría                   | Premio  |
| ---------------------------------------- | --------------------------- | ------- |
| Festival Internacional de Cine de Berlín | Oso de Plata al Mejor Actor | Ganador |